# Sarah Childress Polk
Sarah Polk, född Childress 4 september 1803 i Murfreesboro i Tennessee, död 14 augusti 1891, var amerikansk presidentfru 1845–1849, gift med James K. Polk.

## Biografi
Sarah Childress var dotter till en förmögen handelsman och studerade vid Female Academy i Salem, North Carolina, vilken betraktades som den bästa flickskolan i Sydstaterna. Hon gifte sig med James K. Polk den 1 januari 1824. Äktenskapet blev barnlöst. Istället ägnade hon sig åt att stödja maken i hans politiska karriär, först som Andrew Jacksons protegé och så småningom som talman för representanthuset. Hon var guvernörshustru i Tennessee 1839-1841 och 1844 nominerades James som Demokraternas presidentkandidat. Nämnvärt förlorade han Tennessee, parets hemstat, men vann en övertygande seger, en ovanlig företeelse som förekommit några gånger.  
Som USA:s första dam öppnade hon Vita huset för allmänheten två kvällar i veckan, vilket var i linje med Jacksonianernas norm om en folklig styrelseform och James’ vana att ha öppna audienser där medborgare, i princip, kunde ställa sig i kö för att presentera sina klagomål. Trots att hon var en strikt presbyterian som rynkade på näsan åt dans och ogillade söndagsvisiter, tillät hon att vin serverades i Vita Huset och var förtjust i extravaganta kläder. Maken ansågs mycket hårt arbetande, inte minst under kriget mot Mexiko 1846-48, och kritiserades ofta för sin kyla och bristande empati. Inget av detta förefaller ha lett till slitningar i äktenskapet. Paret lämnade Vita Huset i mars 1849, sedan Polk vägrat ställa upp för omval i linje med ett löfte han avlagt 1844. Tre månader senare avled James i dysenteri, och hans sista ord påstås ha varit en kärleksförklaring till hustrun. De ägde flera slavar. 
Polk överlevde sin make med 42 år och avled 1891, den längst överlevande presidenthustrun visavi makens livstid. Räknat från ämbetstidens slut till sin död är hon tredje längst överlevande efter Frances Folsom, från 1939 till sin död 1947, och Rosalynn Carter, som levde några månader längre, 2023.